# Years & Years
A Years and Years brit együttes Londonból. Az együttes 2010-ben alakult, tagjai: Olly Alexander (vokál, szintetizátor), Mikey Goldsworthy (basszusgitár) és Emre Turkmen (szintetizátor). Az első albumuk a Communion címet viseli, amely 2015. július 10-én kerül majd a boltok polcaira.
Leghíresebb dalaik a King, a Take Shelter, a Desire és a Sunlight, melyet a belga lemezlovas, The Magiciannel közösen készítettek el. Zenéjük főleg az R'n'B, a house és az elektropop elemeiből táplálkozik.

## Diszkográfia[3]

### Lemezek
- Communion (2015)
- Palo Santo (2018)

### Kislemezek és Singlek
- Traps (2013)
- Desire (2014)
- Take Shelter/Breathe (2014)
- Real (2014)
- Shine (2015)
- King (2015)
- Y & Y (2015)

### Közreműködések
- Sunlight (2014) (The Magiciannel közösen)
- Illuminate (2014) (Touristtal közösen)